# Laurel Griggs
Laurel Griggs (* 28. Juni 2006; † 5. November 2019 in New York City) war eine US-amerikanische Schauspielerin. Bekanntheit erlangte sie vor allem durch ihre Auftritte am Broadway, trat aber auch in Filmen und Fernsehserien in Erscheinung.

## Leben
Griggs gab ihr Schauspieldebüt im März 2012 mit fünf Jahren in der Rolle der Ivanka im Musical Once, das auf dem gleichnamigen Film aus dem Jahr 2006 basiert. Es sollte ihr zugleich längstes Engagement werden. Sie verkörperte die Rolle fast drei Jahre lang von März 2012 bis Januar 2015. Von Januar bis März 2013 war sie als Polly in Die Katze auf dem heißen Blechdach von Tennessee Williams zu sehen, wo sie an der Seite von Scarlett Johansson spielte. Insgesamt stand Griggs in mehr als 1000 Aufführungen in Theatern des Broadway auf der Bühne.
Neben ihrer Laufbahn am Broadway trat Griggs auch in Film und Fernsehen auf. So sprach sie 2015 mehrere Charaktere in der Animationsserie Bubble Guppies und war im selben Jahr als Gastdarstellerin in der Fernsehserie Louie zu sehen. In Woody Allens Film Café Society aus dem Jahr 2016 spielte Griggs eine Nebenrolle. 2017 trat sie in zwei Folgen der Comedyshow Saturday Night Live auf. Ihren letzten filmischen Auftritt hatte Griggs im Dokumentarfilm 20 Minutes of Action, der 2020 erscheinen soll.
Laurel Griggs erlitt am 5. November 2019 einen Asthma-Anfall und wurde daraufhin ins New Yorker Mount Sinai Hospital eingewiesen. Dort erlitt sie einen Herzinfarkt, an dem sie im Alter von 13 Jahren starb. An ihrer Beerdigung am 8. November nahmen mehr als 1000 Personen teil.

## Theatrografie
- März 2012 – Januar 2015: Once (Bernard B. Jacobs Theatre, New York)
- Januar 2013 – März 2013: Die Katze auf dem heißen Blechdach (Cat on a Hot Tin Roof; Richard Rodgers Theatre, New York)

## Filmografie (Auswahl)
- 2015: Bubble Guppies (Animationsserie; Stimme, drei Folgen)
- 2015: Louie (Fernsehserie, eine Folge)
- 2016: Café Society
- 2016: Primetime: What Would You Do? (Fernsehserie, eine Folge)
- 2017: Saturday Night Live (Fernsehshow, zwei Folgen)